# Demosthenesia matsiguenka
Demosthenesia matsiguenka är en ljungväxtart som beskrevs av Huamantupa. Demosthenesia matsiguenka ingår i släktet Demosthenesia, och familjen ljungväxter. Inga underarter finns listade i Catalogue of Life.